# Eyedrive
Eyedrive — малогабаритный телеуправляемый робот.

## История
Разработан израильской оборонной компании ODF Optronics.

## Назначение
Предназначен для выполнения поисковых работ и обследования помещений. Eyedrive способен самостоятельно подниматься по лестницам и преодолевать препятствия. Выпускается в двух модернизациях на гусеничном и колёсном ходу. Учитывая небольшой размер и вес, может быть легко заброшен рукой в подозрительное здание, при этом люди не подвергаются опасности. Имеет дистанционное управление. Система видеонаблюдения состоит из 4х стационарных видеокамер и одной поворотной. Видео- и аудиоинформация, полученная сенсорами робота, передается на компьютер оператора через Wi-Fi. Система видео наблюдения обеспечивает возможность непрерывного наблюдения за местом разведки в радиусе 360° без «слепых зон».
Находится на вооружении силовых структур Российской Федерации и многих других стран. Применялся в операции «Литой свинец» (Сектор Газа январь 2009 г.).

## ТТХ
- Вес мини-робота — 3 кг.
- Полезная нагрузка — 3 кг.
- Передача видео и аудио информации:
  - Расстояние передачи в здании: 50 метров
  - Расстояние передачи на улице: 300 метров
- Микрофон робота: до 5 метров от мини-робота
- Освещение:
  - Расстояние: 10 метров
  - Длина волны: Инфракрасное излучение (ближняя область спектра) во всех направлениях или видимый спектр излучения (белый свет)
- Перезаряжаемый аккумулятор питания:
  - Время активного режима работы: 3 ч.
  - Время режима ожидания: 24 ч.
  - Время зарядки: максимум 4 ч.
- Эксплуатация: возможность замены в полевых условиях пользователем без применения спецсредств
- Скорость: до 10 км/ч.